# 克拉科夫郊区街
克拉科夫郊区街（波蘭語：Krakowskie Przedmieście）是波兰首都华沙最著名的街道之一。
卢布林等其他一些波兰城市也有“克拉科夫郊区街”。

## 线路
克拉科夫郊区街是华沙的皇家之路的最北端，连接华沙老城（Starówka）和皇家城堡，沿路有一些华沙最著名的机构，由北向南包括总统府、华沙大学和波兰科学院（总部设在Staszic 宫）。
克拉科夫郊区街沿着皇家之路向南延伸，就是新世界街（ulica Nowy Świat）。

## 历史
克拉科夫郊区街开辟于15世纪，是一条贸易线路。它是华沙最古老的大道之一，是皇家之路的第一部分，皇家之路连接皇家城堡与南部边缘的17世纪Wilanów Palace。在17世纪，宫殿和庄园开始沿着波兰新首都的这条主要动脉如雨后春笋般冒出。 
在18世纪，波兰末代国王斯坦尼斯瓦夫二世的宫廷画家，意大利人卡纳雷托（Canaletto）巨细靡遗地描绘波兰首都的街道和建筑，日益增长的人口，强大的经济，以及知识和艺术的席位。由于他的画作，华沙古城虽然在第二次世界大战期间，尤其是在1944年华沙起义之后，被德国蓄意破坏，但是在战后波兰人得以准确地重建。
到19世纪，克拉科夫郊区街拥有许多巴洛克式和古典主义风格的教堂、宫殿和住宅。这条街的发展一直持续到20世纪，兴建了商业楼宇及酒店，例如布里斯托酒店。

## 延伸閱讀
维基共享资源上的相關多媒體資源：克拉科夫郊区街
- Krakowskie Przedmieście Street （页面存档备份，存于）